# Luis Gil Borja
Luis GIl Borja (Pachuca, 21 de junio de 1964-16 de septiembre de 2014). Exrector de la Universidad Autónoma del Estado de Hidalgo, ocupó dicho cargo en el periodo 2005-2010.

Estudió la carrera de Odontología en la propia Universidad Autónoma del Estado de Hidalgo y cuenta con una Especialidad en Ortodoncia de la UNAM. Ha sido académico de la Escuela de Odontología de la UAEH desde 1988.
Desde su época de estudiante manifestó interés por la actividad política, habiendo sido Presidente de la Sociedad de Alumnos de la Escuela de Odontología, así como Consejero Universitario Alumno ex officio. Ya como académico también fue Consejero Universitario maestro entre 2001 y 2002. También incursionó en el ámbito sindical habiendo sido Secretario general del Sindicato de Personal Académico de la UAEH. 
Ha desempeñado diversos puestos en la UAEH dentro de los que destacan Subdirector de la Dirección de Servicios a Estudiantes, Subdirector de Servicio Social, Director de Educación Media Superior y Terminal y Coordinador del Área Académica de Odontología.
Su elección como Rector de la UAEH no ha estado exenta de controversias. Una de las críticas que más se le hacen, es en torno a sus supuestos vínculos con el conocido como "Grupo Universidad" que aparentemente encabeza Gerardo Sosa Castelán, exrector de la UAEH y Exdiputado ante el Congreso de la Unión por el Partido Revolucionario Institucional. Al mismo tiempo, la UAEH ha logrado durante su gestión, ingresar al selecto grupo de universidades que forman parte del Consorcio CUMEX.
Como Rector de la UAEH, fue además Presidente de la Región Centro-Sur dentro de la ANUIES, Asociación de Universidades e Instituciones de Educación Superior de México, entre 2005 y 2008.
En abril de 2010 fue postulado como candidato a diputado local por el Distrito de Pachuca Poniente, por el Partido Revolucionario Institucional, fue derrotado en los comicios del 4 de julio, por la candidata de la alianza "Hidalgo nos Une" Sandra Ordáz. Reconoció de inmediato su derrota